# George Tabori
George Tabori (Budapest, Imperio  austrohúngaro, 24 de mayo de 1914 - Berlín, 24 de julio de 2007) fue un director de teatro nacido en Austria-Hungría -con el nombre de Tábori György- y nacionalizado británico, aunque residente sobre todo en Berlín. Además de esta actividad, fue escritor, autor teatral y de guiones, traductor y dramaturgo. Buena parte de su obra gira en torno a los totalitarismos, y especialmente al nazismo, que trata con ironía y humor. Su padre, un periodista, fue asesinado en un campo de concentración nazi. A pesar de ello, Tabori rompió con el tabú del Holocausto en los escenarios teatrales: su origen judío le permitía incluso hacer bromas sobre el tema sin que nadie se lo tomara a mal[cita requerida].

## Biografía
A los 18 años Tabori viaja a Alemania y trabaja como botones en el Hotel Adlon en Berlín. En 1936 emigra a Londres y es contratado por la BBC, desarrollando una gran labor como corresponsal de guerra en la zona de los Balcanes. Durante la II Guerra Mundial colaboró con el servicio secreto británico, y a su fin, en 1945 adoptó la nacionalidad británica.
Después de la guerra, viaja a Hollywood en 1947, donde trabaja como guionista con Alfred Hitchcock y traduce varias obras de Bertolt Brecht al inglés.
A finales de los años 60 regresa a Berlín, poniendo en escena en el Teatro Schiller la obra 'Los caníbales', desarrolla su vida profesional en distintas ciudades europeas como Bremen (en el denominado Laboratorio Teatral), Múnich, Colonia y Bochum.

## Su obra
Una característica de su obra es que el llanto y la risa van siempre de la mano. Muchas de sus obras se centran en el tema de la muerte, tratado de una forma entre brutal y chillona, cómica. Están marcadas por un surrealismo absurdo. 
Escribió más de 50 obras teatrales a las que se suman cuatro novelas así como innumerables cuentos y obras para radioteatro. 
En su obra 'Mein Kampf' (Mi lucha), una comedia de humor negro estrenada en Viena en 1987, centró su atención en Adolf Hitler, a quien presenta viviendo en un albergue en Viena. Allí se cree un gran artista, pero en el fondo no es sino un pintor miserable, que conoce y hace amistad con un judío vendedor de biblias, de nombre Schlomo Herzl.
Su última obra fue la puesta en escena del poema escenificado 'Bendita comida' en los Festivales del Ruhr en Recklinghausen en mayo de 2007.